# Gare de Pas-des-Lanciers
Gare de Pas-des-Lanciers – stacja kolejowa w Marignane, w departamencie Delta Rodanu, w regionie Prowansja-Alpy-Lazurowe Wybrzeże, we Francji.
Jest stacją Société nationale des chemins de fer français (SNCF), obsługiwaną przez pociągi TER Provence-Alpes-Côte d’Azur.